# جائزة بلنسية الكبرى للدراجات النارية 2002
جائزة بلنسية الكبرى للدراجات النارية 2002 هو سباق دراجات نارية أقيم بتاريخ 3 نوفمبر 2002 في حلبة ريكاردو تورمو. كان الجولة السادسة عشر من أصل 16 في سباق الجائزة الكبرى للدراجات النارية موسم 2002. فاز أليكس باروس بفئة الموتو جي بي بينما جاء فالنتينو روسي في المركز الثاني وحصل على المركز الثالث ماكس بياجي.

## وصلات خارجية
- الموقع الرسمي